# 梁赵文星塔
梁赵文星塔是一座风水塔，建于清代，位于山西省晋中市平遥县中都乡梁赵村东南300米处土丘上，为清嘉庆辛酉科（1801年）举人赵庆荣修建，实心砖砌，六角锥体三重檐，高三层、16米，基座边长1.88米。碑身刻有“文星高照”字样。
1982年10月10日，梁赵文星塔公布为平遥县文物保护单位。
距离文星塔约300米左右有小雁塔，单层，高4米，风格与文星塔类似。